# Сельское поселение Сухонское
Сельское поселение Сухонское — сельское поселение в составе Междуреченского района Вологодской области.
Центр — село Шуйское (районный центр).
Образовано 1 января 2006 года в соответствии с Федеральным законом № 131 «Об общих принципах организации местного самоуправления в Российской Федерации».

## Население
По данным переписи 2010 года население — 3236 человек.
| 2011  | 2012  | 2013  | 2014  | 2015  | 2016  | 2017  |
| ----- | ----- | ----- | ----- | ----- | ----- | ----- |
| 3207  | ↘3156 | ↘3138 | ↘3103 | ↘3046 | ↘2999 | ↘2965 |
| 2018  | 2019  | 2020  | 2021  |       |       |       |
| ↗3256 | ↘3195 | ↘3163 | ↘3102 |       |       |       |

## География
Расположено в восточной части района. Граничит:
- на востоке с сельским поселением Туровецкое,
- на юге с Вохтожским муниципальным образованием Грязовецкого района,
- на западе с сельским поселением Старосельское, Пельшемским и Замошским сельскими поселениями Сокольского района,
- на севере с Воробьёвским, Чучковским и Биряковским сельскими поселениями Сокольского района.

По территории поселения протекают реки Сухона, Шейбухта, Шуя, Козланга, Малая Козланга, Вовнюга, Авнежка.

## История
В 1999 году был утверждён список населённых пунктов Вологодской области. Согласно этому списку на территории современного Сухонского сельского поселения существовали:
- Сухонский сельсовет с центром Шуйское, включавший 41 населённый пункт (ОКАТО 19 232 824),
- Враговский сельсовет с центром Врагово, включавший 25 населённых пунктов (ОКАТО 19 232 808)[14].

23 августа 2001 года были упразднены:
- во Враговском сельсовете деревни Балабаево, Варнавино, Климцево, Палкино, Стрелка, Тараканцево,
- в Сухонском сельсовете деревни Андреевское, Захарово, Марюшкино, Погорелка, Страмшино, Ушаково[15].

1 января 2006 года в составе Междуреченского района были образованы
- сельское поселение Сухонское с центром Шуйское, в которое вошёл Сухонский сельсовет,
- сельское поселение Враговское с центром Врагово, в которое вошёл Враговский сельсовет[16].

8 апреля 2009 года сельские поселения Сухонское и Враговское были объединены в Сухонское с центром в селе Шуйское.
5 марта 2012 года в Сухонском сельсовете зарегистрирована новая деревня Верхний Починок.
Законом Вологодской области от 3 мая 2017 года № 4136-ОЗ, сельские поселения Сухонское и Шейбухтовское были преобразованы, путём их объединения, в сельское поселение Сухонское с административным центром в селе Шуйское.

## Населённые пункты
С 2020 года в состав сельского поселения входят 68 населённых пунктов, в том числе
62 деревни,
5 посёлков,
2 села.
| Населённый пункт         | ОКАТО          | Рег. номер | Расстояние до районного центра, км |
| ------------------------ | -------------- | ---------- | ---------------------------------- |
| деревня Аксентово        | 19 232 808 002 | 4722       | 12                                 |
| деревня Александровка    | 19 232 824 040 | 4781       | 9,5                                |
| деревня Афанасово        | 19 232 824 003 | 4783       | 12,5                               |
| деревня Большое Макарово | 19 232 808 005 | 4724       | 10,7                               |
| деревня Борщевка         | 19 232 808 006 | 4725       | 6,7                                |
| деревня Васькино         | 19 232 824 005 | 4785       | 8                                  |
| деревня Вахрушево        | 19 232 824 006 | 4786       | 15                                 |
| деревня Верхний Починок  | 19 232 824 042 |            |                                    |
| деревня Воинское         | 19 232 824 007 | 4787       | 3                                  |
| деревня Волташ           | 19 232 824 008 | 4788       | 24                                 |
| деревня Воробейцево      | 19 232 808 008 | 4727       | 12,5                               |
| деревня Врагово          | 19 232 808 001 | 4721       | 10                                 |
| деревня Дачное           | 19 232 824 009 | 4789       | 13                                 |
| посёлок Двиница          | 19 232 824 010 | 4790       | 12                                 |
| деревня Жидовиново       | 19 232 824 012 | 4792       | 8                                  |
| посёлок Знаменское       | 19 232 824 014 | 4794       | 17                                 |
| деревня Ишково           | 19 232 824 015 | 4795       | 5                                  |
| деревня Кадасово         | 19 232 824 016 | 4796       | 9                                  |
| деревня Калитино         | 19 232 808 010 | 4728       | 10,2                               |
| деревня Козланга         | 19 232 808 012 | 4730       | 12                                 |
| деревня Копылово         | 19 232 824 017 | 4797       | 8,5                                |
| деревня Космово          | 19 232 824 018 | 4798       | 3,5                                |
| деревня Крапивино        | 19 232 808 013 | 4731       | 11                                 |
| деревня Красотинка       | 19 232 824 019 | 4799       | 12,5                               |
| деревня Лопотово         | 19 232 824 020 | 4800       | 5,5                                |
| деревня Малая Сторона    | 19 232 824 041 | 4803       | 0,2                                |
| деревня Малое Макарово   | 19 232 808 014 | 4732       | 10,5                               |
| деревня Матвейцево       | 19 232 808 015 | 4733       | 5,8                                |
| деревня Михалево         | 19 232 808 016 | 4734       | 12,8                               |
| деревня Мотыри           | 19 232 824 022 | 4802       | 18                                 |
| деревня Паньково         | 19 232 824 023 | 4804       | 4,5                                |
| деревня Парфенка         | 19 232 824 024 | 4805       | 12                                 |
| деревня Петрищево        | 19 232 824 025 | 4806       | 15,8                               |
| деревня Пешково          | 19 232 808 018 | 4736       | 11                                 |
| посёлок Пионерский       | 19 232 824 026 | 4807       | 11                                 |
| деревня Племянниково     | 19 232 808 019 | 4737       | 15,5                               |
| деревня Подберезново     | 19 232 824 028 | 4809       | 11                                 |
| деревня Подкурново       | 19 232 808 020 | 4738       | 6                                  |
| деревня Поповское        | 19 232 824 029 | 4810       | 12                                 |
| деревня Попцово          | 19 232 808 021 | 4739       | 13,5                               |
| деревня Починок          | 19 232 824 030 | 4811       | 6,5                                |
| деревня Раздольная       | 19 232 824 031 | 4812       | 7                                  |
| деревня Ропотово         | 19 232 808 022 | 4740       | 5,5                                |
| деревня Сбродово         | 19 232 808 023 | 4741       | 10,5                               |
| деревня Семеновское      | 19 232 824 032 | 4813       | 14                                 |
| деревня Середнево        | 19 232 808 024 | 4742       | 8,5                                |
| посёлок Сухонский        | 19 232 824 034 | 4815       | 19,5                               |
| деревня Чертовское       | 19 232 824 036 | 4817       | 12,5                               |
| деревня Шихмино          | 19 232 824 037 | 4818       | 13                                 |
| посёлок Шиченга          | 19 232 824 038 | 4819       | 9                                  |
| деревня Шонорово         | 19 232 824 039 | 4820       | 12,5                               |
| село Шуйское             | 19 232 824 001 | 4780       | —                                  |
| деревня Щипино           | 19 232 808 029 | 4745       | 11,5                               |

Населённые пункты, включённые из сельского поселения Шейбухтовского.
| Населённый пункт     | ОКАТО          | Рег. номер | Расстояние до районного центра, км | Расстояние до центра поселения, км | Индекс | Координаты                      |
| -------------------- | -------------- | ---------- | ---------------------------------- | ---------------------------------- | ------ | ------------------------------- |
| деревня Акуловское   | 19 232 836 002 | 4850       | 18                                 | 3                                  | 161052 | 59°15′24″ с. ш. 40°53′15″ в. д. |
| деревня Антропьево   | 19 232 836 003 | 4851       | 19,4                               | 1,6                                | 161052 |                                 |
| деревня Иванищево    | 19 232 836 004 | 4852       | 28                                 | 7                                  | 161052 | 59°12′57″ с. ш. 41°00′14″ в. д. |
| деревня Коцыно       | 19 232 836 005 | 4853       | 19,5                               | 1,5                                | 161052 |                                 |
| деревня Макарово     | 19 232 836 006 | 4854       | 36,5                               | 8,5                                | 161052 | 59°12′53″ с. ш. 41°02′23″ в. д. |
| деревня Марковское   | 19 232 836 007 | 4855       | 18                                 | 3                                  | 161052 | 59°15′36″ с. ш. 40°51′42″ в. д. |
| деревня Мотовилово   | 19 232 836 008 | 4856       | 32                                 | 11                                 | 161052 | 59°13′25″ с. ш. 41°02′12″ в. д. |
| деревня Никольское   | 19 232 836 009 | 4857       | 22                                 | 1                                  | 161052 | 59°15′21″ с. ш. 40°56′27″ в. д. |
| деревня Сахарово     | 19 232 836 012 | 4859       | 27                                 | 6                                  | 161052 | 59°13′08″ с. ш. 40°59′21″ в. д. |
| деревня Становое     | 19 232 836 013 | 4860       | 28,5                               | 7,5                                | 161052 | 59°12′48″ с. ш. 41°00′47″ в. д. |
| деревня Степановское | 19 232 836 014 | 4861       | 23                                 | 2                                  | 161052 | 59°15′21″ с. ш. 40°57′14″ в. д. |
| деревня Тупицыно     | 19 232 836 015 | 4862       | 22,5                               | 1,5                                | 161052 |                                 |
| деревня Турыбанино   | 19 232 836 016 | 4863       | 20                                 | 1                                  | 161052 | 59°15′00″ с. ш. 40°53′58″ в. д. |
| село Шейбухта        | 19 232 836 001 | 4849       | 21                                 | —                                  | 161052 | 59°15′15″ с. ш. 40°55′12″ в. д. |
| деревня Юсово        | 19 232 836 019 | 4866       | 19,5                               | 1,5                                | 161052 | 59°14′46″ с. ш. 40°53′50″ в. д. |

Населённые пункты, упразднённые 23.08.2001:
| Населённый пункт    | ОКАТО          | Рег. номер | Расстояние до районного центра, км |
| ------------------- | -------------- | ---------- | ---------------------------------- |
| деревня Андреевское | 19 232 824 002 | 4782       | 12                                 |
| деревня Балабаево   | 19 323 808 004 | 4723       | 15                                 |
| деревня Варнавино   | 19 323 808 007 | 4726       | 15                                 |
| деревня Захарово    | 19 232 824 013 | 4793       | 15                                 |
| деревня Климцево    | 19 323 808 011 | 4729       | 14                                 |
| деревня Марюшкино   | 19 232 824 021 | 4801       | 10                                 |
| деревня Палкино     | 19 323 808 017 | 4735       | 15                                 |
| деревня Погорелка   | 19 232 824 027 | 4808       | 12,5                               |
| деревня Страмшино   | 19 232 824 033 | 4814       | 14                                 |
| деревня Стрелка     | 19 323 808 026 | 4743       | 16                                 |
| деревня Тараканцево | 19 323 808 027 | 4744       | 14,5                               |
| деревня Ушаково     | 19 232 824 035 | 4816       | 12                                 |

Населённые пункты, упразднённые в 2020 году.
| Населённый пункт  | ОКАТО          | Рег. номер | Расстояние до районного центра, км |
| ----------------- | -------------- | ---------- | ---------------------------------- |
| деревня Бутово    | 19 232 824 004 | 4784       | 9                                  |
| деревня Доровское | 19 232 824 011 | 4791       | 10                                 |